# Ikerasaarsuk (Kangaatsiaq)
Ikerasaarsuk [iˌkɜʁaˈsɑːsːuk] (nach alter Rechtschreibung Ikerasârssuk) ist eine grönländische Siedlung in der Kommune Qeqertalik im Distrikt Kangaatsiaq.

## Lage
Ikerasaarsuk liegt auf der Halbinsel Alanngorsua, etwa 35 Kilometer südlich des Distrikthauptortes Kangaatsiaq. Die nächste bewohnte Siedlung ist Iginniarfik, das etwa 12 Kilometer östlich auf derselben Halbinsel liegt.

## Geschichte
In Ikerasaarsuk finden sich Ruinen früher Besiedelung, weswegen man den Ort auch Illukoq, was übersetzt „altes Haus“ bedeutet, nennt. Die Bevölkerung im 18. Jahrhundert erlag der Epidemie von 1785/86. Danach war der Ort lange unbewohnt. Carl Ludwig Giesecke erwähnt jedoch, dass hier Lachse gefangen wurden. Die neuste Besiedelung geschah erst um 1900.
Unter den Bewohnern tragen einige die Nachnamen Ugpernángitsoĸ und Inûsugtoĸ. Sie bedeuten übersetzt „der Unglaubwürdige“ und „der Junge“. Während in Westgrönland normalerweise nur die Nachnamen europäischer Stammväter oder Patronyme von christlichen Taufnamen vorkommen, sind diese Namen als einzige aus grönländischen Vornamen oder Beinamen gebildet, ein Prinzip, das sonst nur im später missionierten Nord- und Ostgrönland praktiziert wurde.
1915 lebten 38 Personen am Wohnplatz, unter denen zehn Jäger waren, von denen einer wiederum zusätzlich als Katechet tätig war. 1916 schlug der Gemeinderat in Iginniarfik vor, dass Ikerasaarsuk aufgegeben werden sollte. Der Grund war, dass man in Ikerasaarsuk ja viel eher mit der Fischerei beginnen konnte und sich die Jäger in Ikerasaarsuk schlecht gegenüber anderen benahmen. Dieser offensichtliche Neid wurde nicht als ausreichender Grund gesehen, um die Bewohner von Ikerasaarsuk umzusiedeln. 1930 wurde eine Schulkapelle in Ikerasaarsuk gebaut und später eine Salzerei und 1944 ein 1958 ausgebautes Fischhaus. Die Einwohnerzahl lag lange konstant bei 50 bis 60 Personen.
Bis 1950 gehörte Ikerasaarsuk als Wohnplatz zur Gemeinde Iginniarfik. Anschließend wurde der Ort in die Gemeinde Kangaatsiaq eingemeindet. Er überlebte als Wohnplatz die G60-Politik, der viele kleine Orte zum Opfer fielen.
Als 1966 die Unterscheidung zwischen Wohnplätzen und Udstedern abgeschafft wurde, verschwammen die Statusverhältnisse von Ikerasaarsuk. Tatsächlich hatte Ikerasaarsuk als ehemaliger Wohnplatz nie den Dorfstatus erhalten, was 1993 schließlich nachgeholt wurde, um auch hier die Handelsmöglichkeiten zu verbessern.

## Wirtschaft
Der Großteil der Bevölkerung ist im Fisch-, Robben- und Walfangsektor beschäftigt. Es finden sich vor allem im Sommer große Schwärme von Seehasen und Kabeljau. In Ikerasaarsuk gibt es eine kleine Fischfabrik, die Kabeljau und Rogen verarbeitet und Stockfisch produziert. Weitere Berufe in Ikerasaarsuk sind hauptsächlich im Dienstleistungssektor zu finden, bei Pilersuisoq oder in der Schule.

## Infrastruktur und Versorgung
Der Hafen von Ikerasaarsuk ist von Mai bis Dezember schiffbar und wird von der Disko Line mit Kangaatsiaq und Aasiaat verbunden. Im Osten befindet sich der Heliport Ikerasaarsuk. Innerorts erfolgt der Verkehr per Hundeschlitten oder Schneemobil. In Ikerasaarsuk gibt es zwei Straßen, wobei eine den Hafen und den Heliport verbindet.
Müll wird auf der Mülldeponie verbrannt. Die Wasserversorgung funktioniert über eine in das Kraftwerk integrierte Meerwasserentsalzungsanlage. Um die Telekommunikation kümmert sich TELE Greenland.

## Bebauung
Wie in Grönland üblich, besteht der Ort hauptsächlich aus Einfamilienhäusern, die sich auf zwei Bebauungszonen verteilen: Der ältere Teil liegt an der Wasserkante, der neuere ist etwas weiter in der Hügel um den Ort gebaut. Wegen der wenigen älteren Personen gibt es in Ikerasaarsuk kein Altenheim. In der Siedlung gibt es ein Bürgerbüro, eine Krankenstation, ein Dienstleistungsgebäude, eine Tagespflege und die Schule Qaqqannguup Atuarfia, die 30 Schüler unterrichtet und auch die Kirche beherbergt.

## Bevölkerungsentwicklung
Die Einwohnerzahl von Ikerasaarsuk hat sich in den letzten 40 Jahren mehr als verdoppelt. Trotzdem ist der Ort das zweitkleinste Dorf des Distrikts.

## Panorama

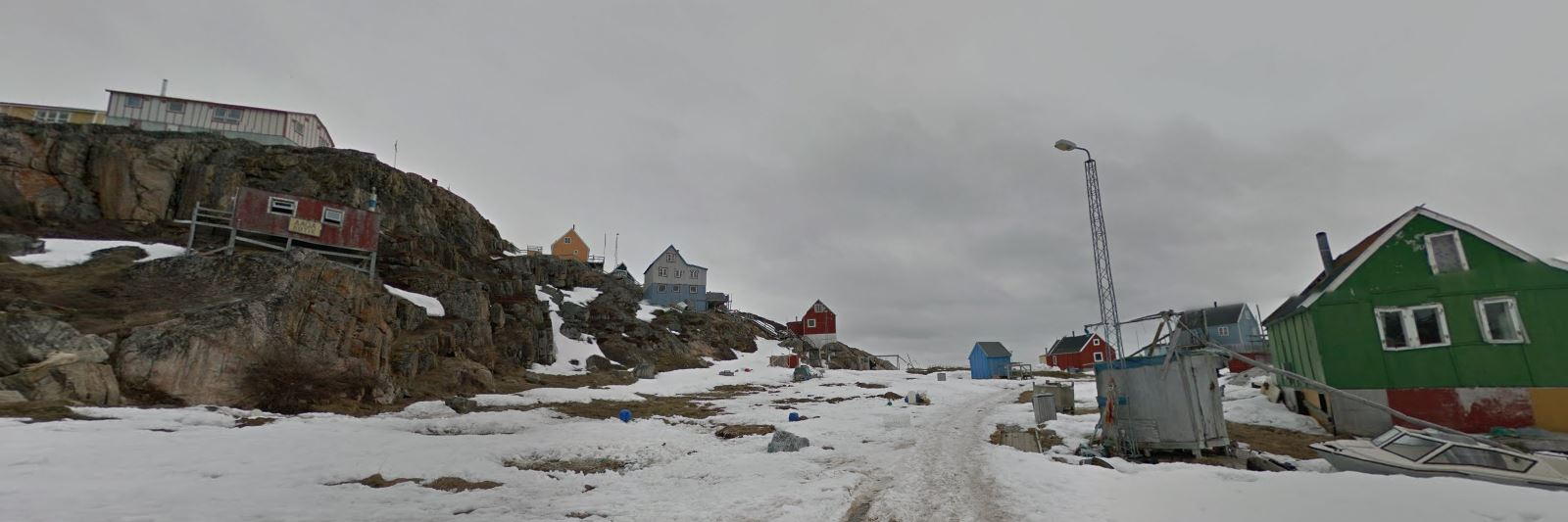
Ikerasaarsuk (2017)